# 1945 aux Pays-Bas
Chronologie des Pays-Bas
- 1941
- 1942
- 1943
- 1944
- 1945
- 1946
- 1947
- 1948
- 1949

Cette page recense des événements qui se sont produits durant l'année 1945 aux Pays-Bas.

## Événements

### Mars
- 24 mars : Opération Varsity : parachutage de milliers de soldats derrière les lignes allemandes.

### Avril
- 12 au 16 avril : Libération d'Arnhem et Bataille de Groningue
- 25 avril : Elbe Day : les troupes américaines font la jonction avec les troupes soviétiques sur l'Elbe.
- 29 avril : déclenchement de l'Opération Manna. Les Alliés parachutent des vivres au-dessus des Pays-Bas.

### Mai
- 4 mai : reddition des forces allemandes aux Pays-Bas.
- 7 mai : quelques combats éclatent encore à Amsterdam, faisant une dizaine de morts.